# Tawaststjerna
Tawaststjerna är en finländsk, ursprungligen svensk adelsätt (då Finland var svenskt). Den härstammar från en finländsk borgerlig ätt med namnet Tawast, där tullinspektorn och häradshövdingen Erik Tawast (död 1693)  adlades med namnet Tawaststjerna år 1687 och introducerades på svenska riddarhuset på nummer 1107 år 1689. Släkten har inte varit representerad i Sverige efter år 1824 men har fortlevt i Finland, där den immatrikulerades på Finlands riddarhus år 1818 med nummer 81 bland adliga. Svensk folkbokföring  visar att personer med efternamnet Tawaststjerna bosatt sig i Sverige, men dessa har inte återtagit släktens plats på svenska Riddarhuset.